# Eminent Sleaze
Eminent Sleaze è un singolo del cantautore britannico Steven Wilson, pubblicato il 22 settembre 2020 come secondo estratto dal sesto album in studio The Future Bites.

## Descrizione
Contrariamente a quanto operato in passato dall'artista, il brano si caratterizza per le sonorità marcatamente pop ispirate agli anni ottanta.
Il 24 ottobre 2020, in occasione del Record Store Day, il singolo è stato distribuito anche in edizione CD e 12" con l'aggiunta delle b-side Eyewitness e In Floral Green.

## Video musicale
Il videoclip, diretto da Miles Skarin, è stato pubblicato in concomitanza con il lancio del singolo attraverso il canale YouTube del cantante.

## Tracce
Testi e musiche di Steven Wilson, eccetto dove indicato.
Download digitale
1. Eminent Sleaze – 3:52

CD, 12"
1. Eminent Sleaze – 3:57
2. Eyewitness – 5:26
3. In Floral Green – 5:31 (John Mitchell) – originariamente interpretata dai Lonely Robot

7" – Limited Edition Coloured Vinyl Seven-Inch Single
- Lato A

1. King Ghost (Extended Remix) – 5:58

- Lato B

1. Eminent Sleaze (Extended Remix) – 5:59

## Formazione
Musicisti
- Steven Wilson – percussioni a mano, battimani, basso, chitarra elettrica, Fender Rhodes, pianoforte Leslie, voce, arrangiamento strumenti ad arco
- David Kosten – programmazione
- Nick Beggs – Chapman Stick, chitarra phaser, posate
- Adam Holzman – pianoforte elettrico wah wah
- Michael Spearman – hi-hat
- Wendy Harriott – voce
- Bobbie Gordon – voce
- Crystal Williams – voce
- London Session Orchestra – strumenti ad arco
- Guy Protheroe – direzione

Produzione
- David Kosten – produzione, registrazione, missaggio
- Steven Wilson – produzione
- Marco Pasquariello – registrazione aggiuntiva
- Mo Hausler – montaggio
- Bob Ludwig – mastering